# 頂山寮張濟宮
張濟宮是臺灣臺南市學甲區頂山寮的一間廟宇，主祀為張府千歲，是學甲區少數僅奉祀單一神明的宮廟之一，此外，也是學甲慈濟宮上白礁謁祖與學甲刈香的基本參與廟宇。

## 沿革
頂山寮張濟宮的祭祀已有百年以上，根據廟內1976年所立的沿革碑文中所述，早於光緒甲辰年（1904年）即因主神張府千歲降乩要求下，予以雕刻張府千歲金身，然此時雖有神祇金身卻尚未有廟宇供俸。
現今廟宇已是經過兩次的修建，首次建廟是於1976年，廟體完成後並聘請知名繪畫工藝師潘麗水先生，對廟內包含廟門進行彩繪。而今日的廟宇主體，是於2011年在原址上進行擴建的。

## 與庄頭相關宗教儀式
每年農曆六月十四日是頂山寮重要的日子，因為張濟宮會為庄頭進行「踏火」儀式，即庄民們會到踏火場進行「淨身」，惟因安全起見近年來已改成「煮油」來為庄民淨身與場域。另外，這天也會進行張濟宮巡營(五營)與安青符儀式，除藉以巡視五營兵將外，並同時把庄頭的每個住家與庄民進行淨身除穢工作。

## 照片

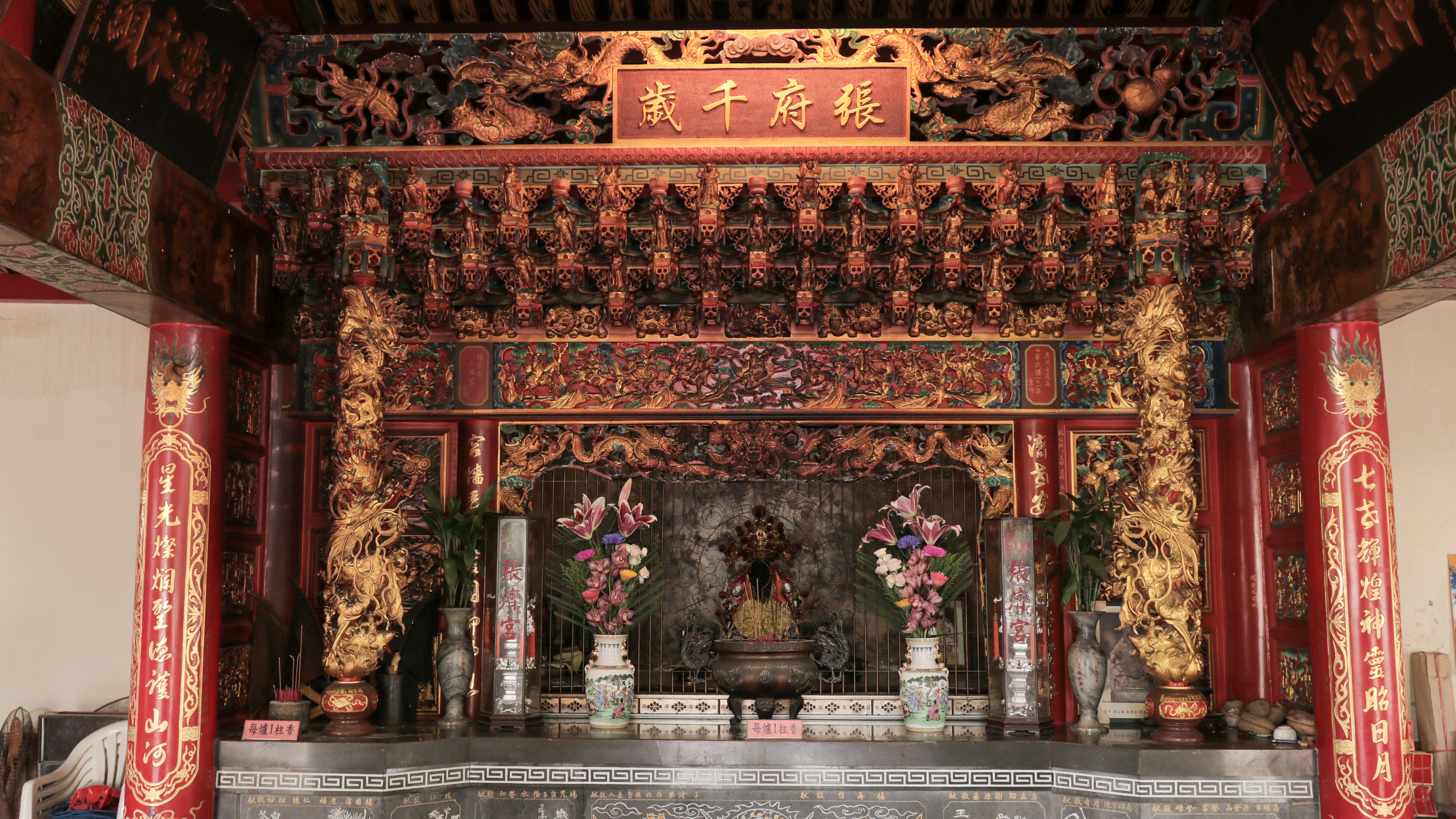
頂山寮張濟宮內部
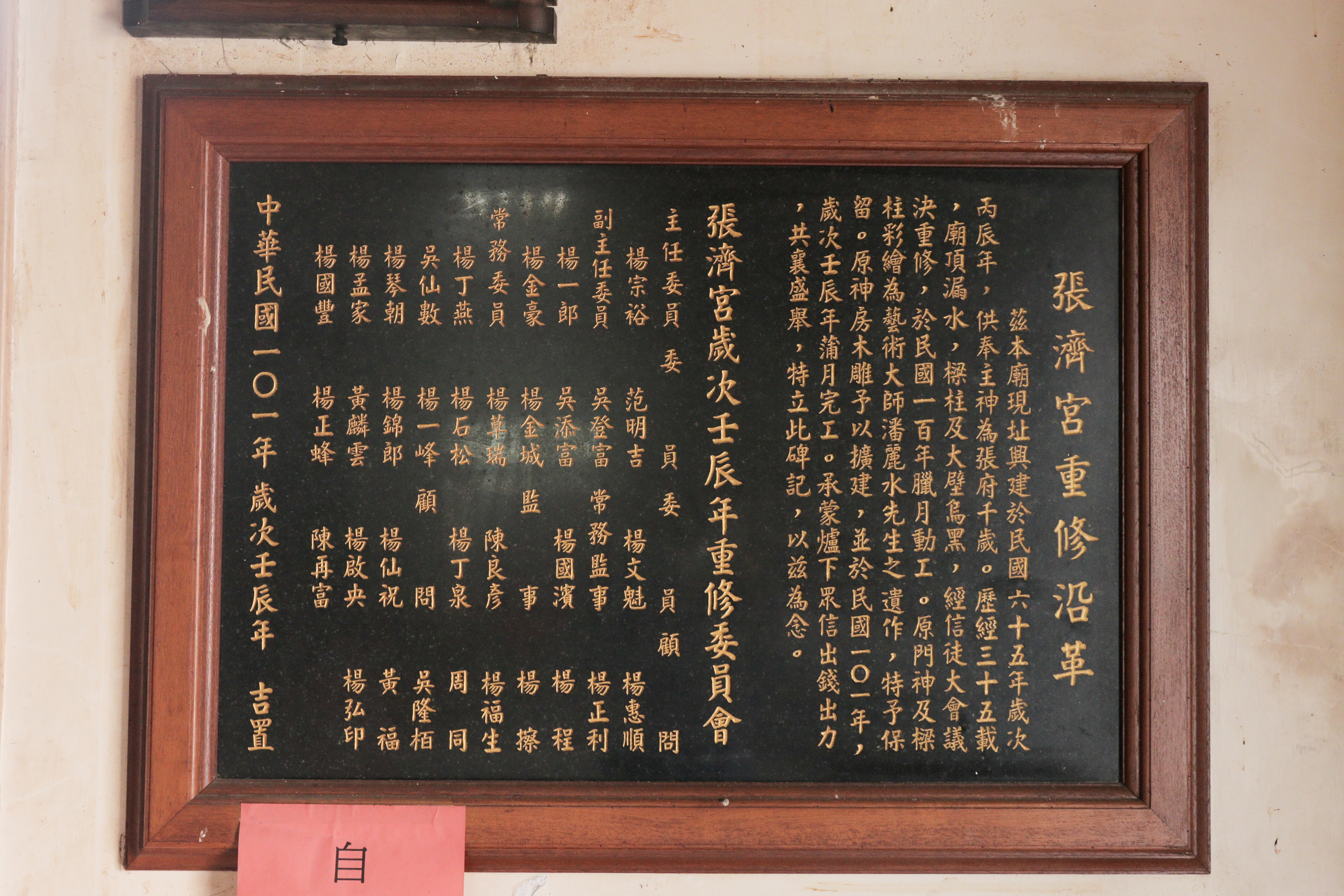
頂山寮張濟宮沿革碑